# Oligembia arbol
Oligembia arbol is een insectensoort uit de familie Teratembiidae, die tot de orde webspinners (Embioptera) behoort. De soort komt voor in Argentinië.
Oligembia arbol is voor het eerst wetenschappelijk beschreven door Szumik in 2001.